# Mont Ngafula
Ne pas confondre avec Mont-Ngafula, la commune de Kinshasa
Le mont Ngafula  est situé au sud de Kinshasa, sur la commune portant son nom. Il est ainsi nommé en l’honneur de Ngafula, ancien chef de la région.